# Orsalebra robusta
Orsalebra robusta är en insektsart som beskrevs av Young 1952. Orsalebra robusta ingår i släktet Orsalebra och familjen dvärgstritar.
Artens utbredningsområde är Ecuador. Inga underarter finns listade i Catalogue of Life.